# Giovanni Volpi
Pour les articles homonymes, voir Volpi.
Le comte Giovanni Volpi di Misurata, né le 9 mai 1938 à Venise, est un entrepreneur et dirigeant sportif italien, organisateur de course automobile. 

## Biographie

### Famille
Giovanni Volpi est le fils du comte Giuseppe Volpi di Misurata, homme politique, ministre des Finances de Mussolini pendant la Seconde Guerre mondiale, financier et fondateur du célèbre Festival du film de Venise (chaque année, Giovanni Volpi a remis les Coupes Volpi du meilleur acteur et de la meilleure actrice). Sa mère, maîtresse du comte, est Nathalie LaCloche de Vallombreuse (née El Kanoni), pied-noir d'origine. Son père s'arrange pour légitimer son fils Giovanni, puis se marie finalement avec Nathalie LaCloche en 1942. Il décède en 1947 alors que Giovanni n'a que 8 ans.
Giovanni Volpi hérite à l'âge de 24 ans de la fortune de son père le comte Giuseppe Volpi di Misurata, qui inclut le Palazzo Volpi à Venise (75 pièces), un palace à Rome (300 pièces), un ranch de 1600 hectares en Libye, 3 bateaux (dont un Celli de 1928)...
Giovanni Volpi fut par ailleurs le propriétaire du fameux palais vénitien Ca' Vendramin Calergi.
Selon l'écrivain John Berendt, Giovanni Volpi déteste le jugement posthume des gens vis-à-vis de son père, considérant qu'il fut surtout l'un des plus grands bienfaiteurs de la ville de Venise (aussi connu comme le "dernier doge de Venise"). Il est tenu à l'écart par l'aristocratie vénitienne.
En avril 2018, il se marie avec Dominique Rizzo (veuve de Willy Rizzo) à Madrid.

### Dirigeant sport automobile

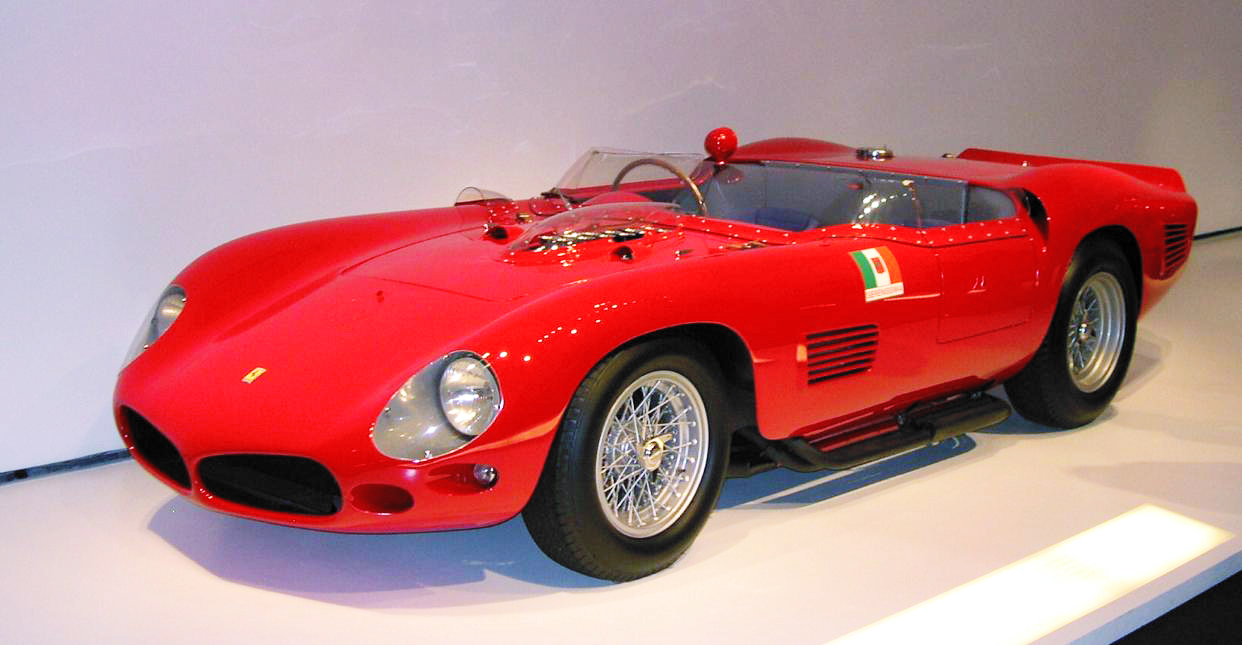
Une Ferrari 250 Testa Rossa de 1961 modifiée par Giotto Bizzarrini pour la Scuderia Serenissima de Giovanni Volpi.

Giovanni Volpi crée une écurie de course, la Scuderia Serenissima, et devient rapidement l'un des meilleurs clients de Ferrari. Cependant en 1961 Volpi décide de se fournir chez Automobili Turismo e Sport et de s'impliquer financièrement dans la création d'ATS (actionnaire à 20%), fondée par d'ex-ingénieurs, dont Chiti et Bizzarrini, en conflit (connu sous le nom de « Révolution de palais ») avec Enzo Ferrari, qui en rétorsion, refuse de livrer à Volpi les deux 250 GTO qu'il lui avait commandées. Il sort du capital d'ATS 8 mois plus tard, considérant que la nouvelle écurie ne progresse pas assez vite. Carlo Mario Abate effectue la plupart de ses courses au volant des Ferrari 250GT du comte Volpi.
En 1965, il court les 24 heures du Mans au volant d'une voiture dont le moteur sera ensuite récupéré pour la McLaren M2B. En 1970, la Scuderia Serenissima cesse ses activités et ferme ses portes.
Le comte Volpi figure par ailleurs parmi les personnalités ayant acquis une Facel Vega (en l'espèce une HK2 répertoriée A128).
En 2019, il vend à la maison d'enchères Artcurial trois de ses Serenissimas,: la 1966 Serenissima Spyder, la 1967 Serenissima Agena, et la 1968 Serenissima Ghia GT.